# Arrondissement de Rosenberg-en-Haute-Silésie
L'arrondissement de Rosenberg-en-Haute-Silésie est un arrondissement prussien de Silésie qui existe de 1743 à 1945. Son chef-lieu est la ville de Rosenberg-en-Haute-Silésie. L'ancien territoire de l'arrondissement fait maintenant partie de la voïvodie polonaise d'Opole.

## Histoire
Après avoir conquis la majeure partie de la Silésie, les structures administratives prussiennes sont introduites par le roi Frédéric II en 1742 en Basse-Silésie et en 1743 également en Haute-Silésie. Cela comprend la création de deux chambres de guerre et de domaine (de) à Breslau et Glogau, ainsi que leur division en arrondissements et la nomination d'administrateurs. Les administrateurs des arrondissements de Haute-Silésie sont nommés sur proposition du ministre prussien de Silésie Ludwig Wilhelm von Münchow, ce que Frédéric II accepte en février 1743.
Dans la principauté d'Oppeln, l'une des sous-principautés silésiennes, des arrondissements prussiens sont formés à partir des anciens détachements silésiens, dont l'arrondissement de Rosenberg. Carl Friedrich von Blacha (de) est nommé premier administrateur de l'arrondissement  de Rosenberg. L'arrondissement est initialement subordonné à la Chambre de guerre et de domaine de Breslau et est affecté au district d'Oppeln dans la province de Silésie au cours des réformes Stein-Hardenberg.
Avec la réforme des arrondissements le 1er janvier 1818, dans le district d'Oppeln, le village de Kobyllno est transféré de l'arrondissement de Rosenberg à l'arrondissement d'Oppeln (de).
Le 8 novembre 1919, la province de Silésie est dissoute et une province distincte de Haute-Silésie est formée à partir du district d'Oppeln.
Bien que les habitants de l'arrondissement sont polonophones à environ 80%, seuls 32% des votants se prononcent en faveur d'une cession à la Pologne et 68% en faveur d'un maintien dans l'Allemagne lors du plébiscite de Haute-Silésie le 20 mars 1921, raison pour laquelle l'arrondissement reste entièrement dans l'Allemagne après la décision de la Conférence des ambassadeurs de Paris.
Le 1er janvier 1927, la commune et le district du domaine de Thursy sont transférés de l'arrondissement de Rosenberg à l'arrondissement de Guttentag (de). Le 30 septembre 1929, conformément à l'évolution du reste de l'État libre de Prusse, une réforme territoriale a lieu dans l'arrondissement de Rosenberg, au cours de laquelle tous les districts de domaine, à l'exception de deux, sont dissous et attribués à des communes voisines. À la même date, le district de domaine de Neuhof est transféré de l'arrondissement de Rosenberg à l'arrondissement de Kreuzburg-en-Haute-Silésie (de)
Le 1er avril 1938, les provinces prussiennes de Basse-Silésie et de Haute-Silésie fusionnent pour former la nouvelle province de Silésie. Le 18 janvier 1941, la province de Silésie est à nouveau divisée et la nouvelle province de Haute-Silésie est formée des districts de Kattowitz et d'Oppeln.
Au printemps 1945, l'arrondissement est occupé par l'Armée rouge et à l'été 1945, il est placé sous administration polonaise par les forces d'occupation soviétiques conformément à l'Accord de Potsdam (de). Ici aussi, l'afflux de civils polonais commence, dont certains venaient des zones à l'est de la ligne Curzon qui sont tombées aux mains de l'Union soviétique. Dans la période qui suit, la majeure partie de la population allemande est expulsée de l'arrondissement.

## Évolution de la démographie
| Année | Habitants | Source |
| ----- | --------- | ------ |
| 1795  | 22 616    | [ 7 ]  |
| 1819  | 21 875    | [ 8 ]  |
| 1846  | 43 352    | [ 9 ]  |
| 1871  | 46 886    | [ 10 ] |
| 1885  | 46 888    | [ 11 ] |
| 1900  | 50 049    | [ 12 ] |
| 1910  | 52 341    | [ 12 ] |
| 1925  | 53 079    | [ 13 ] |
| 1939  | 56.157    | [ 13 ] |

Lors du recensement de 1910, 81 % des habitants de l'arrondissement de Rosenberg se considèrent comme purement polonophones et 16 % comme purement germanophone. Lors du recensement de 1939, 90 % des habitants sont catholiques et 10% protestants.

## Administrateurs de l'arrondissement
- 1742–176600Carl Friedrich von Blacha (de)[4]
- 1766–180500Caspar Joachim von Pritzelwitz (de)[4]
- 1805–000000Martin Ludwig von Jordan (de)[4]
- 1815–183000Magnus von Schack
- 1830–184100Wilhelm von Taubadel (de)
- 1841–184400von Schrötter
- 1844–184800Oswald Sack (de)
- 1848–186200Christian Schemmel
- 1862–186700Felix von Studnitz
- 1867–188100Max Clairon d'Haussonville
- 1881–189100Friedrich von Wolff
- 1892–189400Berthold von Reiswitz
- 1895–190100Hugo de Hohenlohe-Öhringen (de)
- 1901–192200Karl Leopold Deines
- 1922–193300Paul Strzoda
- 1933–194200Martin Elsner (de)
- 1942–194500Joachim Jenkner (de)

## Constitution communale
Depuis le XIXe siècle, l'arrondissement de Rosenberg est divisé en villes, en communes rurales et en districts de domaine. Avec l'introduction de la loi constitutionnelle prussienne sur les communes du 15 décembre 1933 ainsi que le code communal allemand du 30 janvier 1935, le principe du leader est appliqué au niveau municipal. Une nouvelle constitution d'arrondissement n'est plus créée; Les règlements de l'arrondissement pour les provinces de Prusse-Orientale et Occidentale, de Brandebourg, de Poméranie, de Silésie et de Saxe du 19 mars 1881 restent applicables.

## Communes
En 1928, l'arrondissement de Rosenberg comprend deux villes et 70 communes, :
| - Albrechtsdorf - Alt Rosenberg - Basan - Bischdorf - Bodland - Borkowitz - Boroschau - Botzanowitz - Bronietz - Busow - Donnersmark - Dorf Landsberg - Ellguth - Frei Kadlub - Frei Pipa - Gohle - Groß Borek - Groß Lassowitz | - Grunowitz - Jamm - Jaschine - Jastrzigowitz - Karlsgrund - Kielbaschin - Klein Borek - Klein Lassowitz - Kneja - Koselwitz - Kostellitz - Kotschanowitz - Kraskau (de) - Krysanowitz - Kudoba - Kutzoben - Landsberg-en-Haute-Silésie, ville - Laskowitz | - Lenke - Leschna - Lomnitz - Lowoschau - Marienfeld - Neu Karmunkau - Neudorf - Oschietzko - Paulsdorf - Poscholkau - Pruskau - Radau - Radlau - Rosenberg-en-Haute-Silésie, ville - Sausenberg - Schiorke - Schoffschütz - Schönwald | - Schumm - Seichwitz - Skronskau - Sternalitz - Tellsruh - Thule - Trebitschin - Uschütz - Wachow - Wachowitz - Walspek-Rosenhain - Wendrin - Wichrau - Wienskowitz - Wierschy - Wollentschin - Wyssoka - Zembowitz |

L'arrondissement comprend également les districts forestiers non constitués en commune de Bodland et de Sausenberg.
Incorporations jusqu'en 1939
| - Albrechtsdorf, le 1er avril 1939 à Alt Rosenberg - Alteneichen (Boroschau), le 1er avril 1939 à Bischdorf - Buchental (Skronskau), le 1er avril 1939 à Bischdorf - Buschweiler (Poscholkau), le 1er avril 1939 à Freihöfen - Dorf Landsberg, au 1er janvier 1929 à la ville de Landsberg - Ellguth, le 1er avril 1939 à Ammern - Eschenwalde (Jaschine), le 1er avril 1939 à Schlosswalden - Forstfelde (Busow), le 1er avril 1939 à Donnersmark - Forstheim (Schumm), le 1er avril 1939 à Stoberbrück - Freihäuser (Frei Pipa), le 1er avril 1939 à Freihöfen - gohle, le 1er avril 1939 à Neudorf - Grasenau (Kraskau), le 1er avril 1939 à Bodland - Hartwigsdorf (Jastrzigowitz), le 1er avril 1939 à Hedwigstein - Heidelsdorf (Klein Borek), le 1er avril 1939 à Brückenort - Heidewald (Kneja), le 1er avril 1939 à Föhrendorf - Josefshöhe (Koselwitz), le 1er avril 1939 à Paulsdorf - Karlsgrund, le 1er avril 1939 à Borkenwalde - Kielbaschin, le 30 septembre 1928 à Wendrin - Kreuzhütte (Krysanowitz), le 1er avril 1939 à Neudorf - Kuzoben, le 30 septembre 1928 à Botzanowitz - Lauschen (Lowoschau), le 1er avril 1938 à Kirchwalde - Lenke, le 30 septembre 1928 à Radau - Lichtenrode (Oschietzko), le 1er avril 1938 à Freihöfen | - Liebeiche (Wendrin), le 1er avril 1939 à Kirchwalde - Marienfeld, le 1er avril 1939 à Kiefernwalde - Neu Karmen (Neu Karmunkau), le 1er avril 1939 à Grunsruh - Oberwald (Groß Lassowitz), le 1er avril 1939 à Sausenberg - Preussenau (Pruskau), le 1er avril 1939 à Föhrendorf - Radelsdorf (Radlau), le 1er avril 1939 à Ammern - Richterstal (Seichwitz), le 1er avril 1939 à Wittenau-Richterstal - Rodewalde (Trebitschin), le 1er avril 1939 à Sausenberg - Schönwald, le 1er avril 1939 à Lindenhöhe - Schorke (Schiorke), le 1er avril 1939 à Kiefernrode - Stoberquell (Wachowitz), le 1er avril 1939 à Mühlendorf - Teichfelde (Grunowitz), le 1er avril 1939 à Schlosswalden - Tellsruh, le 1er novembre 1928 à Lomnitz - Thule, le 1er avril 1939 à Kiefernwalde - Wacholdertal (Basan), le 1er avril 1939 à Borkenwalde - Wallhof (Wachow), le 1er avril 1939 à Mühlendorf - Walspek-Rosenhain, le 1er avril 1939 à Lindenhöhe - Wehrenfelde (Bronietz), le 1er avril 1939 à Brückenort - Weidental (Jamm), le 1er avril 1939 à Paulsdorf - Wiesbach (Wienskowitz), le 1er avril 1939 à Landsberg - Windenau (Wichrau), le 1er avril 1939 à Grunsruh - Wittenau (Uschütz), le 1er avril 1939 à Wittenau-Richterstal - Wollendorf (Wollentschin), le 1er avril 1939 à Ammern |

## Changements de noms de lieux
Dans les années 1930, de nombreuses communes de l'arrondissement de Rosenberg sont renommées  :
| - Basan → Wacholdertal - Borkowitz → Borkenwalde - Boroschau → Alteneichen - Botzanowitz → Grunsruh - Bronietz → Wehrenfelde - Busow → Forstfelde - Frei Kadlub → Freihöfen - Frei Pipa → Freihäuser - Groß Borek → Brückenort - Groß Lassowitz → Oberwalden - Grunowitz → Teichfelde - Jamm → Weidental - Jaschine → Eschenwalde - Jastrzigowitz → Hartwigsdorf - Klein Borek → Heidelsdorf - Klein Lassowitz → Schloßwalden | - Kneja → Heidewald - Koselwitz → Josefshöhe - Kostellitz → Hedwigstein - Kotschanowitz → Kiefernrode - Kraskau → Grasenau - Krysanowitz → Kreuzhütte - Kudoba → Kirchwalde - Laskowitz → Kiefernwalde - Leschna → Mühlendorf - Lomnitz → Gnadenkirch - Lowoschau → Lauschen - Neu Karmunkau → Neu Karmen - Oschietzko → Lichtenrode - Poscholkau → Buschweiler - Pruskau → Preußenau - Radlau → Radelsdorf | - Schiorke → Schorke - Schumm → Forstheim - Seichwitz → Richterstal - Skronskau → Buchental - Sternalitz → Ammern - Trebitschin → Rodewalde - Uschütz → Wittenau - Wachow → Wallhof - Wachowitz → Stoberquell - Wendrin → Liebeiche - Wichrau → Windenau - Wienskowitz → Wiesbach - Wierschy → Stoberbrück - Wollentschin → Wollendorf - Wyssoka → Lindenhöhe - Zembowitz → Föhrendorf |

## Personnalités
- Christian Minkus (de) (1770-1849), député du Parlement de Francfort 1848/49, né à Klein Lassowitz
- Nathanael Pringsheim (1823-1894), botaniste né à Landsberg-en-Haute-Silésie
- Hinko von Lüttwitz (1855-1928), général d'infanterie né à Bodland
- Walther von Lüttwitz (1859-1942), général d'infanterie né à Bodland
- Konrad Barde (1897-1845), général né à Alt Rosenberg
- Helmuth von Pannwitz (1898-1947), général de la Wehrmacht né à Botzanowitz
- Bernhard Jagoda (de) (1940-2015), député du Bundestag et président de l'Agence fédérale pour l'emploi, né à Kirchwalde